# Scopula demutaria
Scopula demutaria là một loài bướm đêm trong họ Geometridae.